# Whitecourt
Whitecourt es un pueblo canadiense situado en la provincia de Alberta.

## Superficie
Whitecourt tiene una superficie de 29,51 km².

## Demografía
En 2021, tenía 9927 habitantes, una densidad poblacional de 336,4 hab./km², y 4341 viviendas.